# Platycapnos spicata
Platycapnos spicata es una planta de la familia de la papaveráceas.

## Descripción
Herbácea anual de tallos erectos y glaucos, que pueden legar a medir 40 cm. Las hojas, divididas dos veces, quedan convertidas en segmentos paralelos que hacia el final de la hoja llegan a ser filiformes. Inflorescencia en racimos muy apretados que contienen hasta 60 flores. Estas son de color rosado o blanquecino, si bien el extremo de los pétalos puede estar teñido de rojo, sobre todo tras las fecundación. Los dos pétalos más internos están soldados hacia el ápice. Sépalos coloreados igual que los pétalos. El fruto es aplanado, con el margen engrosado y una sola semilla, también plana, de color marrón oscuro y con estrías concéntricas. Florece en primavera.

## Distribución y hábitat
En la península ibérica. En tierras removidas y baldíos.